# Wiktor Michałowski
Wiktor Michałowski alias Victor Michel (* 1895; † 1967) war vor und während des Zweiten Weltkriegs ein polnischer Kryptoanalytiker und Offizier, zuletzt im Rang eines Majors, der als einer der ersten die Rotor-Schlüsselmaschine Enigma attackierte, mit der die deutsche Reichswehr und später die Wehrmacht ihre Funksprüche verschlüsselte.

## Leben

Die Provinz Posen (rot) im Deutschen Reich

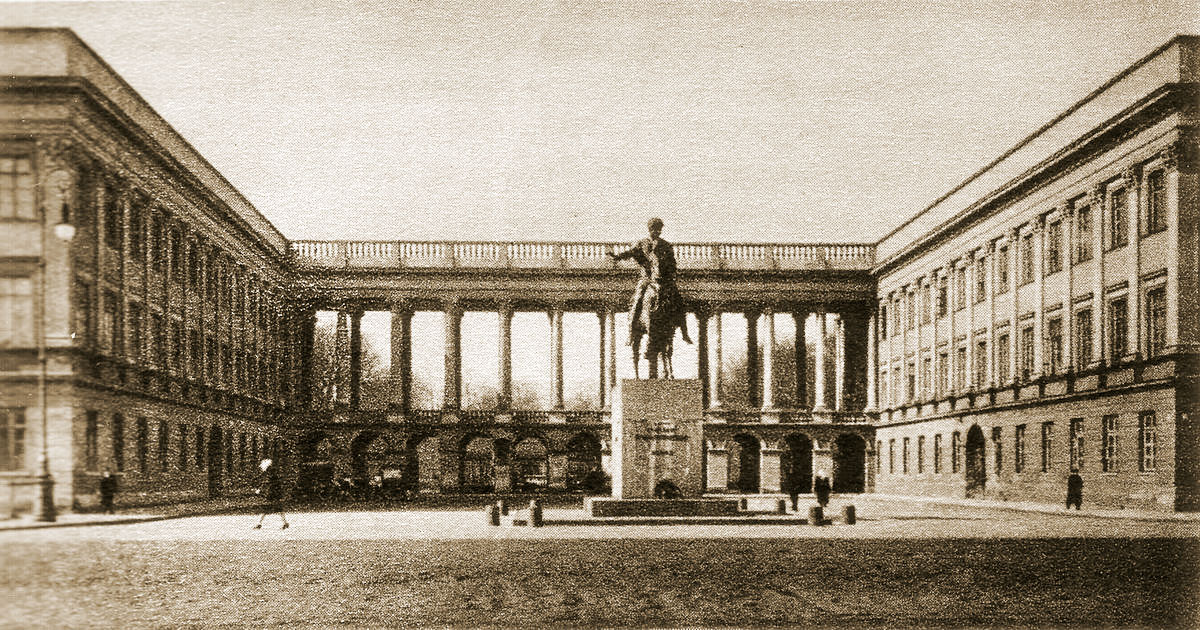
Wiktor Michałowski arbeitete im Sächsischen Palais (poln. Pałac Saski) in Warschau, das Sitz des Biuro Szyfrów (B.S.) war

Die bis November 1942 unbesetzte Zone libre bot dem Biuro Szyfrów vorübergehend einen neuen Standort.

Der junge Wiktor Michałowski wuchs in der damals zum Deutschen Kaiserreich gehörenden preußischen Provinz Posen (Bild) auf. Er sprach fließend deutsch und polnisch. Während des Ersten Weltkriegs diente er im deutschen Heer. Unmittelbar nach Kriegsende kämpfte er während des Posener Aufstands (27. Dezember 1918 bis 16. Februar 1919) für die Eingliederung der Provinz in den nach dem Waffenstillstand von Compiègne wiederentstandenen polnischen Staat, was schließlich im Januar 1920 erfolgte.
In der frühen Zwischenkriegszeit arbeitete er zunächst als Klavierspieler in Stummfilm-Kinos, etwas später versuchte er sich auch als Unternehmer und betrieb mit geringem Erfolg eine Bleistift-Fabrik. Im Jahr 1928 wechselte er zum polnischen Generalstab in das für Deutschland zuständige Referat B.S.-4 des Biuro Szyfrów (deutsch „Chiffrenbüro“). Sein Chef dort war Maksymilian Ciężki (1898–1951), der, wie auch er, in Posen zweisprachig aufgewachsen war. Nachdem Ciężki zusammen mit Antoni Palluth (1900–1944) zunächst vergeblich versucht hatte, in die Enigma einzubrechen, wurde Wiktor Michałowski hinzugezogen.
Der entscheidende Einbruch gelang schließlich im Jahr 1932 vor allem durch die neu hinzugekommenen jungen Kollegen Marian Rejewski (1905–1980), Jerzy Różycki (1909–1942) und Henryk Zygalski (1908–1978). Ab 1936 diente der inzwischen zum Kapitan (Hauptmann) beförderte Michałowski als Verbindungsoffizier zu Major Jan Leśniak. Nach dem deutschen Überfall auf Polen am 1. September 1939 musste er, wie alle Mitarbeiter des B.S., sein Land verlassen, floh und fand zunächst Asyl in Frankreich, wo er zusammen mit vielen seiner Kollegen im „PC Bruno“, einer geheimen nachrichtendienstlichen Einrichtung der Alliierten in der Nähe von Paris, die kryptanalytische Arbeit fortsetzen konnte. Mit der deutschen Offensive gegen Frankreich im Juni 1940 musste er und seine Kollegen erneut vor der anrückenden Wehrmacht flüchten. Sie fanden einen neuen Standort (Tarnname: „Cadix“) bei Uzès in der freien südlichen Zone Frankreichs.
Im Juni 1943 floh er aus dem inzwischen von deutschen Truppen komplett besetzten Frankreich ins benachbarte Spanien. Kurz hinter der Grenze wurde er verhaftet und verbrachte einige Zeit im Gefängnis Las Misiones in Barcelona. Ende Juli 1943 gelangte er über Madrid nach Portugal, und von dort mit dem Trawler Scottish nach Gibraltar. In der Nacht vom 2. auf den 3. August wurde er von dort zusammen mit seinen Kollegen Rejewski, Zygalski, Szachno und Sylwester Palluth, den Cousin von Antoni Palluth (1900–1944), über den Flughafen Hendon (bei London), ins englische Felden gebracht (heute ein Ortsteil von Hemel Hempstead knapp 40 Kilometer nordwestlich von London). Dort arbeitete er zusammen mit der polnischen Gruppe insbesondere an der Entzifferung von Funksprüchen der deutschen Ordnungspolizei. Die aus den Klartexten gewonnenen Erkenntnisse leitete er über den britischen Nachrichtendienstler Wilfred Dunderdale (1899–1990) an John Tiltman (1894–1982), den Leiter der Armeeabteilung (Head of the Army section) der zentralen militärischen Dienststelle Bletchley Park (B.P.) weiter, wo sie zusammen mit allen anderen kriegswichtigen Informationen unter dem Decknamen Ultra den Westalliierten bei ihren strategischen Planungen gegen die Wehrmacht halfen.